# شمسه (سقز)
قرية شِمسه (بالكردية: شمسە) هي إحدى القرى التابعة لـتيله کو في ريف قسم زيويه من مقاطعة سقز، في محافظة كردستان الإيرانية.

## السكان
حسب إحصاءات سنة 2006، بلغ إجمالي السكان في شِمسه 354 نسمة وعدد المساكن 71 مسكن. لغة سكان شِمسه هي اللغة الكردية و هم من أهل السنة والجماعة والمذهب الشافعي.